# Sneaker (gruppo musicale)
Gli Sneaker sono stati un gruppo musicale soft e pop rock statunitense formatosi a Los Angeles nel 1973.
Sono principalmente ricordati per la loro hit da Top40 More Than Just the Two of Us, tratta dal loro primo omonimo album del 1981. Il loro nome è un riferimento al brano Bad Sneakers degli Steely Dan, che il gruppo ha sempre citato come principale influenza musicale insieme ai The Doobie Brothers e agli Eagles.

## Gli Inizi
Si conosce davvero poco dei loro inizi. Nel 1977, anno delle prime incisioni demo, il gruppo era formato da Mitch Crane, cantante e chitarrista, Michael Carey Schneider, cantante e tastierista (principali leader) e dal bassista Michael Cottage. Inizialmente era Robert Pina ad incidere le parti di batteria insieme allo stesso Crane, finché al gruppo si unì in pianta stabile Mike Hughes come batterista. Seguì poi l'ingresso di un secondo tastierista, Jim King, e un secondo chitarrista, Tim Torrance.

## Sneaker e il successo
Nel 1981 il gruppo ottenne un contratto con la Handshake Records and Tapes, e sotto la guida dell'ex chitarrista di Steely Dan e The Doobie Brothers Jeff "Skunk" Baxter in veste di produttore, incise il primo omonimo album pubblicato nell'ottobre dello stesso anno. Il brano trainante More Than Just the Two of Us, è una ballad romantica arrivata alla trentaquattresima posizione in Billboard. Dall'album venne estratto un secondo singolo, Don't Let Me In (sessantatreesimo in Billboard), una delle primissime demo degli Steely Dan scritta dal duo Fagen/Becker. Dall'album tra gli altri brani spicca anche Jaymes, brano ispirato a Jaymes Foster, sorella di David Foster che Schneider aveva conosciuto durante le sedute di incisione. Schneider successivamente spiegò che More Than Just the Two of Us era un brano in realtà destinato a Barry Manilow, e che Don't Let Me In rappresentava per loro un onore poiché grandi fan dei Dan. Quest'ultimo infatti, a detta di Schneider, era pervenuto loro insieme ad altre venti demo del duo, e che potettero sceglierne una da incidere.

## Loose in the World, il declino e lo scioglimento
Nel 1982, ancora con Baxter come produttore, il gruppo dette alle stampe Loose in the World, nome tratto da una loro vecchia canzone non usata per il disco. Dall'album fu estratto il singolo Believe Me Tonight che però non arrivò a classificarsi in Billboard. Nonostante l'insuccesso di singolo e album, si tratta in realtà di un disco più maturo del primo da cui spiccano brani che rappresentano l'essenza del genere, come Voices, Did You Order One, Before You, Never Get Over You e la strumentale Pour it Out, chiaro omaggio al surf rock californiano. Come dell'inizio si sa molto poco, così anche della fine del gruppo. L'ultima formazione degli Sneaker datata 1983 prevede i soli Crane, Schneider e Torrance.

## Pubblicazioni successive
Oltre alle ristampe in cd dei loro due album con l'aggiunta di brani inediti del periodo, all'inizio degli anni 2000 la Cool Sound Records, etichetta giapponese, realizzò Early On, un disco contenente molte demo e brani inediti realizzati durante i primi anni del gruppo, e Footprints in Japan, unica testimonianza degli Sneaker dal vivo, inciso nel tour del 1982 per promuovere Loose in the World a Tokyo e Osaka. Nel 2011 la Private Planet, etichetta indipendente, ha pubblicato The Unreleased Demos, una compilation di demo che non aggiunge nulla al materiale degli Sneaker ormai già conosciuto.

## Formazione
- Mitch Crane - voce e chitarra (1973-1983)
- Tim Torrance - chitarra (1981-1983)
- Michael Carey Schneider - voce e tastiere (1973-1983)
- Jim King - tastiere (1980-1982)
- Michael Cottage - basso e cori (1973-1982)
- Mike Hughes - batteria e cori (1977-1982)
- Robert Pina - batteria (197?-1977)

## Discografia
| Data | Titolo               | US 200 |
| ---- | -------------------- | ------ |
| 1981 | Sneaker              | 149    |
| 1982 | Loose in the World   | -      |
| 2001 | Early On             | -      |
| 2003 | Footprints in Japan  | -      |
| 2011 | The Unreleased Demos | -      |

## Singoli
| Date | Title                        | US 100 | US AC | US Rock |
| ---- | ---------------------------- | ------ | ----- | ------- |
| 1981 | Don't Let Me In              | 63     | -     | 25      |
| 1981 | More Than Just the Two of Us | 34     | 17    | -       |
| 1982 | Believe Me Tonight           | -      | -     | -       |
| 1982 | Don't Let Me In              | -      | -     | -       |